# Gerhard Schmidt-Gaden

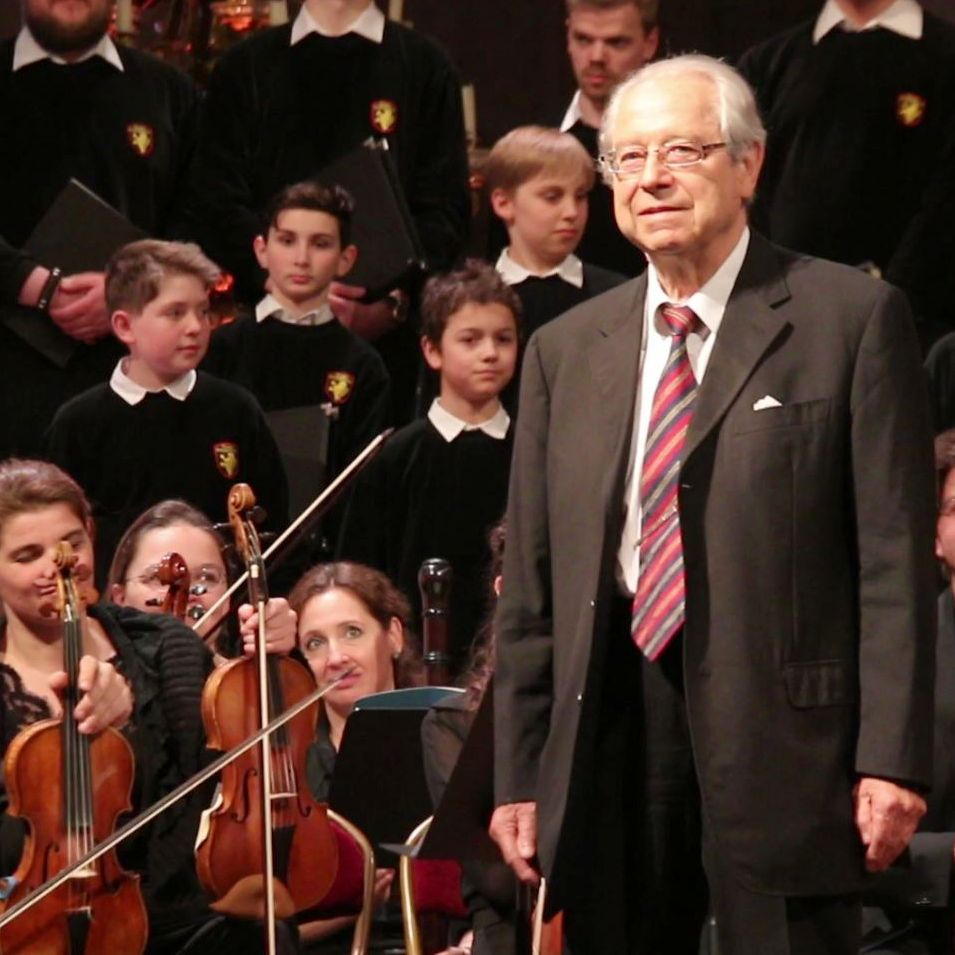
Gerhard Schmidt-Gaden nach der Aufführung der Matthäus-Passion von JS Bach durch den Tölzer Knabenchor. Chapelle Royale des Schlosses von Versailles. Ostern 2018

Gerhard Schmidt-Gaden (* 19. Juni 1937 in Karlsbad, Tschechoslowakei) ist ein deutscher Dirigent, Chorleiter und Stimmpädagoge.

## Leben
Schmidt-Gaden studierte Dirigieren bei Kurt Eichhorn in München, Chorleitung bei Kurt Thomas in Leipzig, sowie Gesang bei Helge Rosvaenge, Otto Iro und Mario Tonelli.
Im Jahr 1956 gründete er den Tölzer Knabenchor, den er innerhalb weniger Jahre zu einem international gefragten Knabenchor formte und bis 2016 leitete. Carl Orff, Hans Werner Henze, Herbert von Karajan, August Everding und Claudio Abbado zählten zu Schmidt-Gadens wichtigen Förderern. Prägend für seine musikalische Entwicklung war insbesondere die langjährige Zusammenarbeit mit Nikolaus Harnoncourt.
1978 gründete Schmidt-Gaden das „Florilegium Musicum“, ein Kammerorchester für Alte Musik mit Originalinstrumenten.
Von 1980 bis 1988 hatte er eine Professur für Chorleitung am Mozarteum in Salzburg inne. Von 1984 bis 1989 wirkte er zudem als Chordirektor an der Mailänder Scala und betreute den dortigen Kinderchor.
Der Schriftsteller  Christopher Kloeble, der von 1988 bis 1994 im Tölzer Knabenchor sang, berichtete im Jahr 2017 rückblickend von seelischen Misshandlungen durch Schmidt-Gaden bis hin zum Absingen eines mehrstrophigen Spottliedes auf den damals übergewichtigen Kloeble während einer Busfahrt des Chores, wobei Schmidt-Gaden sogar noch die anderen Chorknaben zum Mitsingen anhielt. Ein anderer Chorknabe bestätigte die Atmosphäre von Angst, Demütigung und emotionaler Gewalt bis hin zu einer Ohrfeige. Schmidt-Gaden nahm zu den Vorwürfen nicht Stellung.
Schmidt-Gadens Wirken mit dem Tölzer Knabenchor, unter anderem  Bachs Weihnachtsoratorium mit dem Collegium Aureum, Kleine Geistliche Konzerte von Heinrich Schütz sowie geistliche Chormusik von Orlando di Lasso, ist in zahlreichen Platteneinspielungen dokumentiert.
Seine Tochter ist die Opernsängerin Barbara Schmidt-Gaden.

## Auszeichnungen
- 1983: Verdienstkreuz am Bande der Bundesrepublik Deutschland
- 1984: Bayerischer Poetentaler
- 1991: Oberbayerischer Kulturpreis
- 1994: Bayerischer Verdienstorden
- 1999: Professor auf Lebenszeit
- 2003: „Echo Klassik“ für die Einspielung von Orlando di Lassos „Bußpsalmen“
- 2008: „Kulturehrenbrief“
- 2009: Bayerische Verfassungsmedaille in Silber